# Ла-Вінез-сюр-Фреганд
Ла-Вінез-сюр-Фреганд (фр. La Vineuse sur Fregande) — муніципалітет у Франції, у регіоні Бургундія-Франш-Конте, департамент Сона і Луара. Ла-Вінез-сюр-Фреганд утворено 1 січня 2017 року шляхом злиття муніципалітетів Донзі-ле-Насьональ, Массі, Ла-Вінез i Вітрі-ле-Клюні. Адміністративним центром муніципалітету є Ла-Вінез.  Населення — 652 особи (01.01.2021).